# 378 Holmija
378 Holmija (mednarodno ime je 378 Holmia) je asteroid asteroid tipa S (po Tholenu in SMASS) v asteroidnem pasu. 

## Odkritje
Asteroid je odkril francoski astronom Auguste Charlois ( 1864 – 1910) 6. decembra 1893 v Nici. Asteroid je poimenovan po latinskem imenu za Stockholm, Švedska.

## Lastnosti
Asteroid Holmija obkroži Sonce v 4,63 letih. Njegova tirnica ima izsrednost 0,127, nagnjena pa je za 7,000° proti ekliptiki. Njegov premer je 26,74 km .